# Kalastajatorpanajo 1937
Kalastajatorpanajo 1937 je bila enaindvajseta in zadnja neprvenstvena dirka za Veliko nagrado v sezoni 1937. Odvijala se je 31. oktobra 1937 na finskem uličnem dirkališču Kalastajatorpanajo v Helsinkih. 

## Poročilo
Na štartu je povedel Karl Ebb, sledil mu je lahko le Helmer Carlsson, ki je zamudil na prosti trening, ker zaradi megle njegovo letalo ni moglo poleteti s Švedska. Carlsson je imel nekje od polovice dirke težave z zavorami, v petintridesetem krogu pa je dokončno odstopil. Tudi Ebb je imel v zadnjem delu dirke težave z motorjem, toda drugouvrščeni Karl-Emil Rolander je zaostajal že več kot minuto, tako da je uspel vseeno zmagati, tretje mesto pa je osvojil Karl-Gustav Sundstedt. 

## Rezultati

### Dirka
| Poz | Št | Dirkač                | Moštvo    | Dirkalnik         | Krogi | Čas/Odstop | Št. m. |
| --- | -- | --------------------- | --------- | ----------------- | ----- | ---------- | ------ |
| 1   | 16 | Karl Ebb              | Privatnik | Mercedes-Benz SSK | 50    | 37:52,2    | 2      |
| 2   | 15 | Karl-Emil Rolander    | Privatnik | Bugatti T35C      | 50    | + 1:11,1   | 4      |
| 3   | 14 | Karl-Gustav Sundstedt | Privatnik | Bugatti           | 50    | + 1:14,7   | 6      |
| 4   | 19 | Helge Hallman         | Privatnik | Ford              | 50    | + 2:27.3   | 5      |
| 5   | 22 | Alexi Patama          | Privatnik | Ford              | 50    | + 3:00,0   | 3      |
| 6   | 21 | Arvo Sorri            | Privatnik | BMW               | 50    | + 3:34,5   | 7      |
| ?   | 20 | Einar Alm             | Privatnik | Ford              |       |            | 8      |
| Ods | 17 | Helmer Carlsson       | Privatnik | Alfa Romeo        | 35    |            | 1      |
| DNS | 18 | Eino Walkama          | Privatnik | Chrysler          |       |            |        |